# Saint-Jean-de-Barrou
Saint-Jean-de-Barrou é uma comuna francesa na região administrativa de Occitânia, no departamento de Aude. Estende-se por uma área de 7,61 km². Em 2010 a comuna tinha 258 habitantes (densidade: 33,9 hab./km²).